# Volba izraelského prezidenta 2007

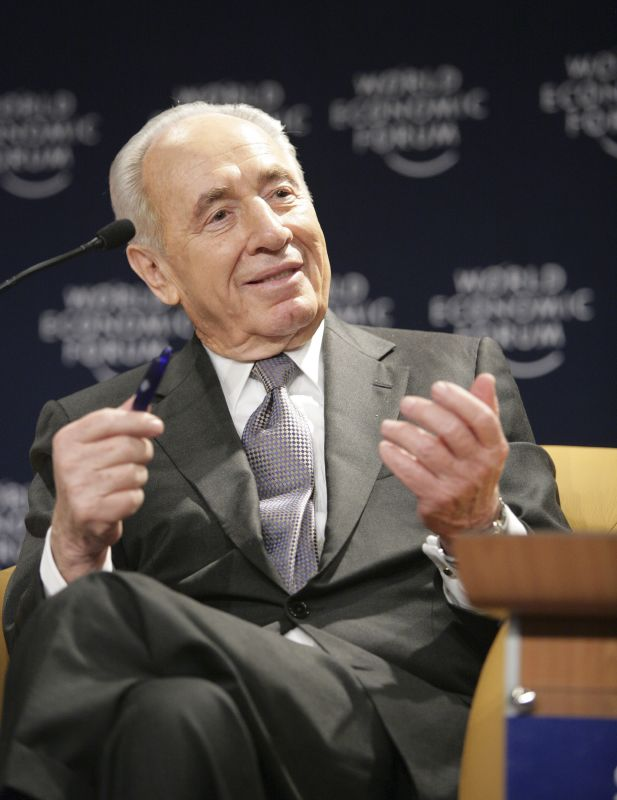
Vítězem voleb se stal matador izraelské politiky Šimon Peres.

Volba izraelského prezidenta se v Knesetu konala 13. června 2007. Důvodem této předčasné volby byla obvinění dosavadního prezidenta Moše Kacava ze znásilnění, vynucování si sexuálního styku, sexuálního obtěžování, maření vyšetřování, zneužití úřední moci atd. Kacav však odmítl rezignovat, nicméně Knesetem mu bylo schválené tříměsíční pozastavení funkce, během nichž působila jako úřadující prezidentka předsedkyně Knesetu Dalia Icik. V březnu 2007 přežil pokus o impeachment, avšak 1. července 2007 (dva týdny po volbách) rezignoval a stal se k roku 2011 druhým izraelským prezidentem, který takto opustil svou funkci. V březnu 2011 byl za výše uvedené trestné činy odsouzen k sedmi letům odnětí svobody.
V prezidentské volbě se utkali celkem tři kandidáti, a to Šimon Peres (Kadima), Re'uven Rivlin (Likud) a Colette Avital (Strana práce). V prvním kole volby se žádnému z kandidátů nepodařilo získat většinu ve 120členném Knesetu. Do druhého kola postoupil jen Peres, jelikož Rivlin i Avital své kandidatury stáhli. Ve druhém kole získal 86 hlasů pro a 23 proti.

## Kandidáti

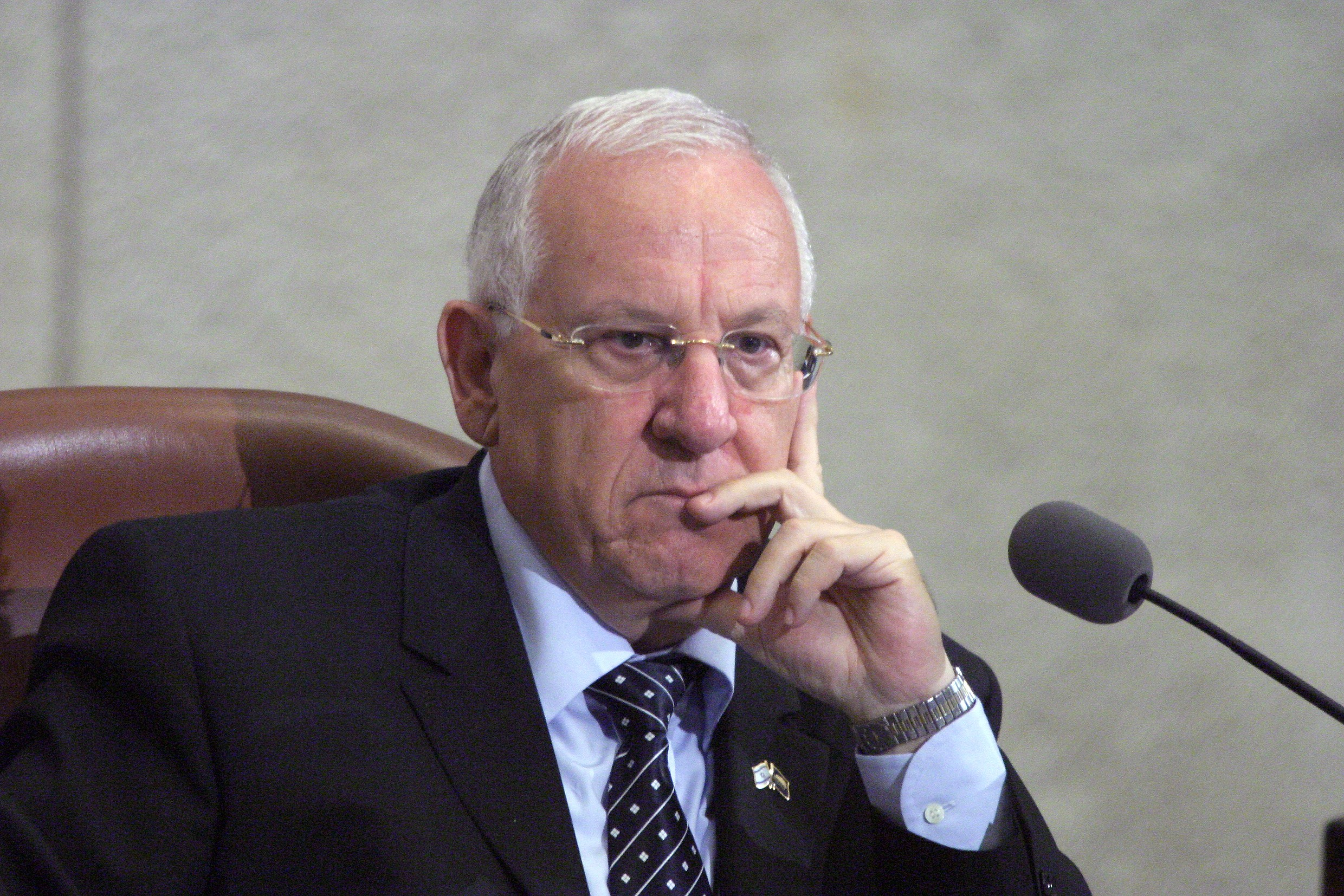
Mezi Peresem a Rivlinem se očekával ostrý souboj. Rivlin nakonec po prvním kole svou kandidaturu stáhl.

- Šimon Peres – vicepremiér, bývalý premiér, nositel Nobelovy ceny míru, ministr izraelských vlád, dlouholetý poslanec Knesetu a neúspěšný prezidentský kandidát ve volbách v roce 2000
- Re'uven Rivlin – poslanec, bývalý ministr komunikací a předseda Knesetu
- Colette Avital – poslankyně a diplomatka

V souvislosti s kandidaturou byli dále zmiňováni Benjamin Ben Eliezer (Strana práce), Dalia Icik (Kadima), Jisra'el Me'ir Lau či Me'ir Šamgar.

## Výsledky
| Kandidáti      | Hlasy   | Hlasy   |
| Kandidáti      | 1. kolo | 2. kolo |
| -------------- | ------- | ------- |
| Šimon Peres    | 58      | 86      |
| Re'uven Rivlin | 37      | –       |
| Colette Avital | 21      | –       |